# Jørgen Frantz Jacobsen
Jørgen Frantz Jacobsen  (N. Tórshavn, 1900; M. 1938). Escritor y periodista feroés. En 1927 publicó Danmark og Faeroerne (Dinamarca y las Islas Faroes) y en 1928, Faeroerne, natur or folk (Islas Feroe, naturaleza y sociedad). 
El autor, consciente de que no viviría muchos años, puesto que padecía una tisis irremediable, logró sobrecoger a los lectores daneses y escandinavos con su excepcional vitalidad. Un año después de su muerte se publicó su novela Bárbara, basada en una antigua tradición feroesa referente al sacerdote de Vágar, Peder Arrheboe (hacia 1710) y a su pérfida mujer Illa Beinta, conocida como Bendte la Perversa. Esta obra transforma a la mujer -caracterizada localmente como un ser demoníaco- en la poderosa encarnación del impulso erótico y de la salvaje ansia de vida. Bárbara representa una feminidad que se hace amoral por la violencia misma de los instintos primitivos. Otras de sus obras publicadas póstumamente fueron Den yderste kyst (La costa extrema), de 1941, y Nordiske kroniker (1943).

## Obras por el autor

### Libros
- Danmark og Færøerne, Kultur og Videnskab, no. 25 (Copenhague: V. Pio, 1927).
- Færøerne: Natur og Folk, resúmenes en inglés por T. King (Tórshavn: H. N. Jacobsens Bókahandils forlag, 1936).
- Barbara: Roman (Copenhague: Gyldendal, 1939).
- Nordiske Kroniker, editado por Christian Matras (Copenhague: Gyldendal, 1943).

### Cartas
- Det dyrebare Liv: Jørgen-Frantz Jacobsen i Strejflys af hans Breve, editado por William Heinesen (Copenhague: Gyldendal, 1958).